# Jolanta węgierska

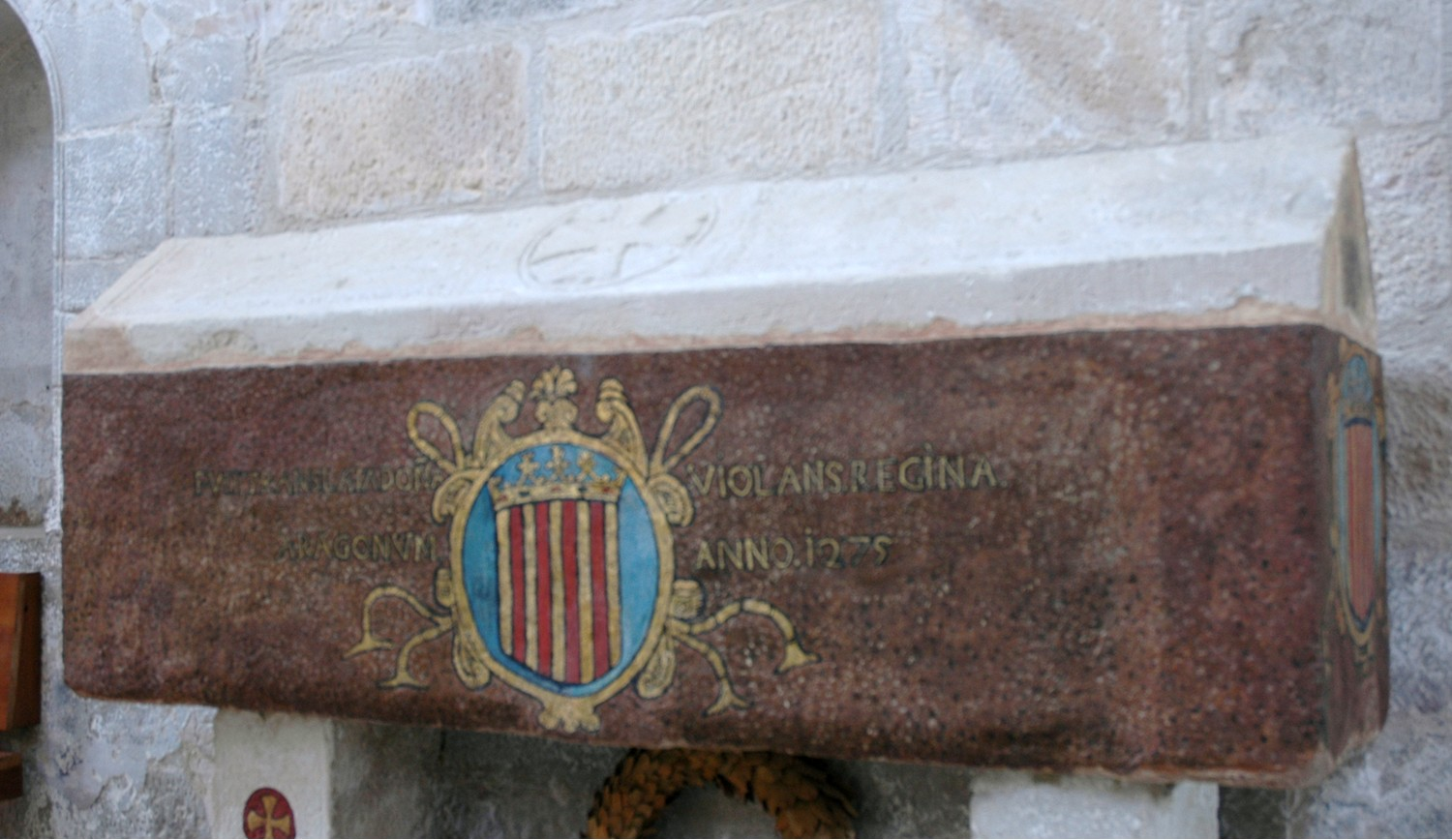
Grób Jolanty w Real Monasterio de Santa Maria w Vallbona

Jolanta węgierska (ur. 1219; zm. 9 października 1251 w Huesce) – królewna węgierska.
Jolanta była córką króla Węgier Andrzeja II i jego drugiej żony Jolanty de Courtenay. 8 września 1235 poślubiła króla Aragonii Jakuba I. Jolanta i Jakub I mieli dziesięcioro dzieci:
- Jolanta (1236–1301), żona Alfonsa X Mądrego – króla Kastylii,
- Konstancja (1239–1269), żona Juana Manuela – pana Villena (syna Ferdynanda III),
- Piotr III Wielki (1240–1285), król Aragonii, Katalonii i Walencji,
- Jakub (1243–1311), król Majorki,
- Ferdynand (1245–1250),
- Sancha (1246–1251),
- Izabela (1247–1271), żona Filipa III Śmiałego – króla Francji,
- Maria (1248–1267), zakonnica,
- Sancho (1250–1279), arcybiskup Toledo,
- Eleonora (ur. 1251 i zm. w dzieciństwie)